# 恩里克·达西尔韦拉
恩里克·达西尔韦拉（葡萄牙語：Henrique da Silveira，1901年1月26日—1973年4月9日），葡萄牙男子击剑运动员。他曾代表葡萄牙参加1920年、1924年、1928年和1936年夏季奥林匹克运动会击剑比赛，其中1928年奥运会获得一枚铜牌。